# Drancy
Drancy (franskt uttal: [dʁɑ̃si]
 ( lyssna)) är en kommun i departementet Seine-Saint-Denis i regionen Île-de-France i norra Frankrike. Kommunen ligger i kantonerna Drancy och Le Blanc-Mesnil som tillhör arrondissementet Le Raincy. År 2022 hade Drancy 71 312 invånare.
Drancy ligger cirka 10 kilometer norr om Paris. I Drancy låg mellan 1940 och 1944 Frankrikes största interneringsläger från vilket tusentals judar, romer och politiska fångar fördes vidare till koncentrationsläger i Tyskland.

## Befolkningsutveckling
| Befolkningsutvecklingen i Drancy 1968–2021 | Befolkningsutvecklingen i Drancy 1968–2021 | Befolkningsutvecklingen i Drancy 1968–2021 | Befolkningsutvecklingen i Drancy 1968–2021 | Befolkningsutvecklingen i Drancy 1968–2021 |
| ------------------------------------------ | ------------------------------------------ | ------------------------------------------ | ------------------------------------------ | ------------------------------------------ |
|                                            |                                            |                                            |                                            |                                            |
| År                                         |                                            |                                            | Folkmängd                                  |                                            |
| 1968                                       | 1968                                       |                                            | 68 467                                     |                                            |
| 1975                                       | 1975                                       |                                            | 64 430                                     |                                            |
| 1982                                       | 1982                                       |                                            | 60 183                                     |                                            |
| 1990                                       | 1990                                       |                                            | 60 707                                     |                                            |
| 1999                                       | 1999                                       |                                            | 62 263                                     |                                            |
| 2007                                       | 2007                                       |                                            | 65 843                                     |                                            |
| 2015                                       | 2015                                       |                                            | 69 568                                     |                                            |
| 2021                                       | 2021                                       |                                            | 71 363                                     |                                            |